# Merrymeeting
De Merrymeeting is een 16 km lange rivier in de Amerikaanse staat New Hampshire die Merrymeeting Lake verbindt met Lake Winnipesaukee. 